# Shlemon Warduni
Shlemon Warduni (ur. 24 kwietnia 1943 w Batnaya) – iracki duchowny chaldejski, od 2001 jeden z biskupów kurialnych chaldejskiego patriarchatu Babilonu. 

## Życiorys
Święcenia prezbiteratu przyjął 29 czerwca 1968. Był m.in. rektorem seminarium duchownego w Bagdadzie (1978-1998) oraz wikariuszem biskupim ds. duszpasterskich.
12 stycznia 2001 został powołany na urząd biskupa kurialnego patriarchatu Babilonu, czyli biskupa pomocniczego, który wspiera patriarchę w zarządzaniu nie tylko jego diecezją, lecz także całym Kościołem chaldejskim. Cztery dni później papież Jan Paweł II zatwierdził wybór i przydzielił mu stolicę tytularną Anbar dei Caldei. Sakry udzielił mu w dniu 16 lutego 2001 patriarcha Rafael I BiDawid, któremu towarzyszyli arcybiskup Kirkuku André Sana oraz arcybiskup Alkuszu Abdul-Ahad Sana. 